# Hopea mengarawan
Hopea mengarawan är en tvåhjärtbladig växtart som beskrevs av Friedrich Anton Wilhelm Miquel. Hopea mengarawan ingår i släktet Hopea och familjen Dipterocarpaceae. Inga underarter finns listade i Catalogue of Life.